# 블로트 스벤

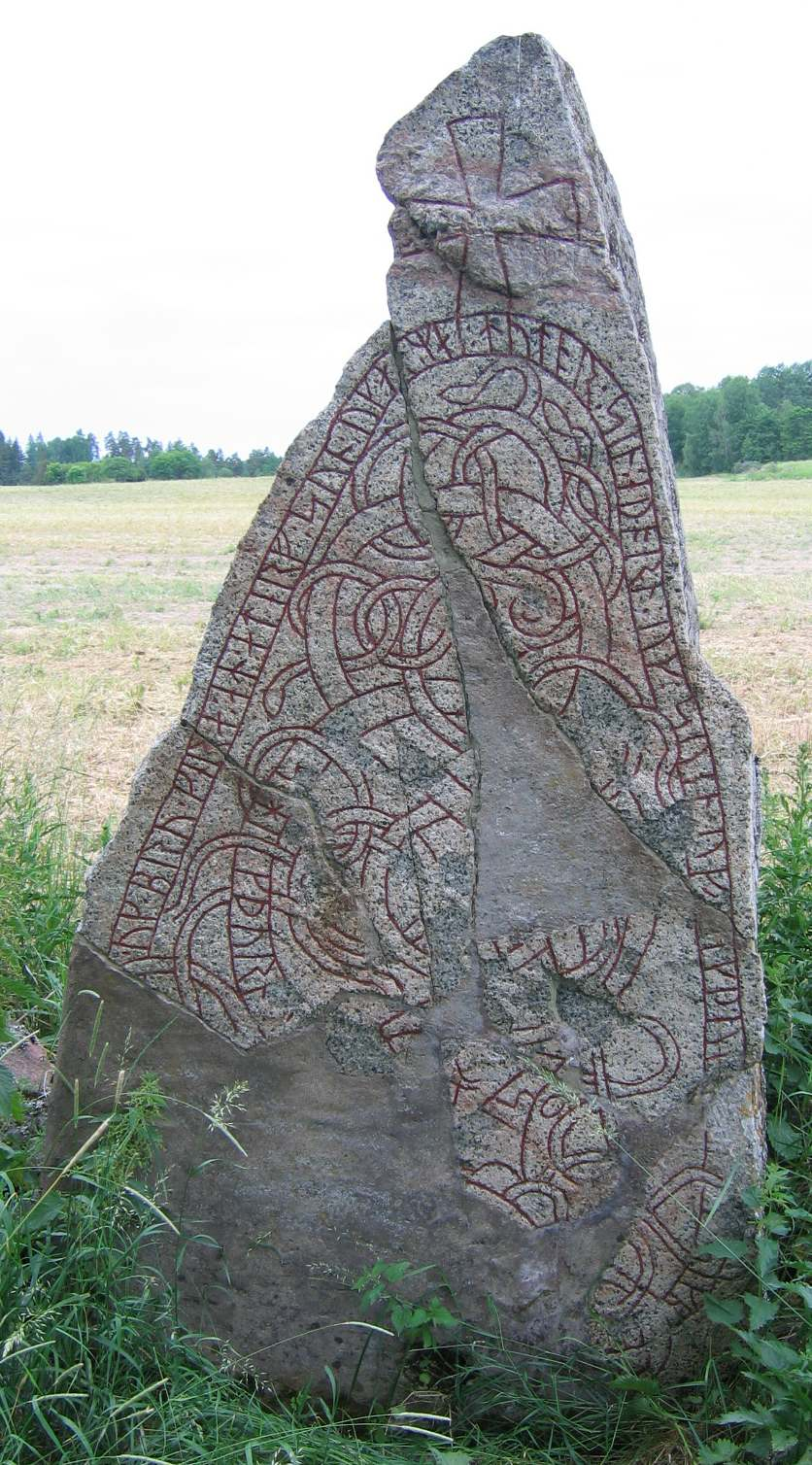
웁살라 교외 비크(Wik) 성에 있는 노르스타(Norsta) 룬 문자 비석(U 861). 블로트 스벤 가족에 의해 세워졌다.

블로트 스벤 또는 희생자 스벤(스웨덴어: Blot-Sven, 생몰년 미상)은 스웨덴의 국왕(재위: 1084년경 ~ 1087년경)이다. 스텡킬가 출신이다.

## 생애
아이슬란드에서 쓰여진 포르날다르 사가인 《헤르보르와 헤이드레크의 사가》에서 그의 행적이 묘사되어 있다.
1084년경 기독교 신자였던 잉에 1세 국왕이 스웨덴의 역대 국왕들이 이교의 신들에 대한 제사를 지내던 웁살라 신전에서 사제 역할을 수행하는 것을 거부하면서 웁살라에서 추방되었다. 이에 따라 스벤은 스웨덴의 국왕으로 즉위했지만 1087년경 잉에 1세에게 살해되고 만다. 스웨덴에 기독교가 전파되기 이전까지 스웨덴의 이교 신자들은 블로트 스벤을 신과 같은 숭배의 대상으로 여겼다.
| 전임 잉에 1세 | 스웨덴의 국왕 1084년경 ~ 1087년경 | 후임 잉에 1세 |